# Eunica
Genre
Le genre Eunica regroupe des insectes lépidoptères de la famille des Nymphalidae, sous-famille des Biblidinae, tribu des Biblidini (ou des Epicaliini) et sous-tribu des Epicalina.

## Dénomination
- Le genre Eunica a été décrit par l'entomologiste allemand Jakob Hübner en 1819[1].
- L'espèce type est Papilio monima (Stoll, 1782) actuellement Eunica monima.

### Synonymie
- Evonyme (Hübner, 1819)
- Eunice (Geyer, 1832)
- Callianira (Doubleday, 1847)[2]
- Faunia (Poey, 1847) [3]
- Amycla (Doubleday, 1849) [4]
- Libythina (Felder, 1861) [5]

## Taxinomie
Liste des espèces
- Eunica alcmena (Doubleday, 1847). Eunica alcmena

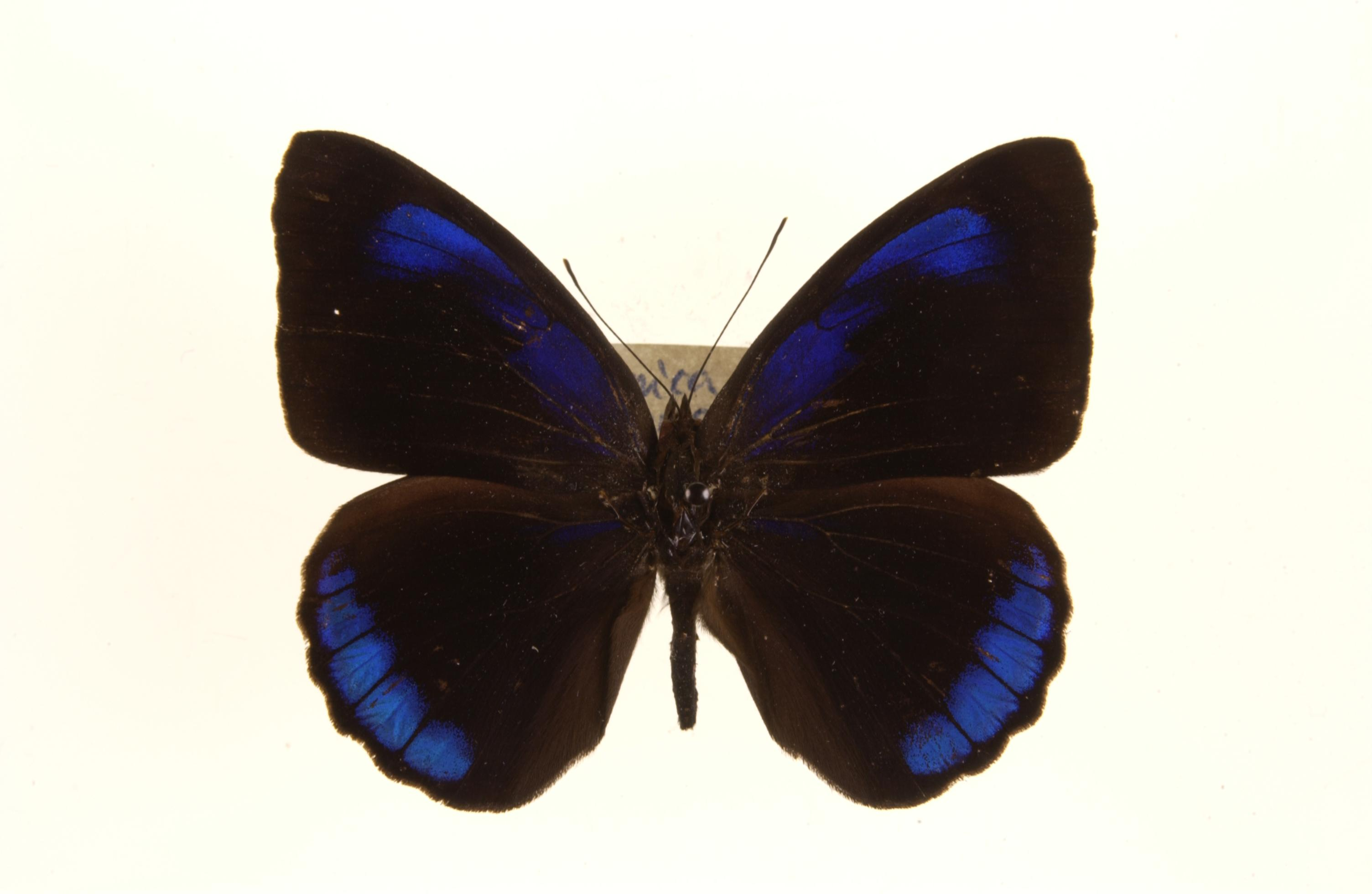
Eunica alcmena

- Eunica alpais (Godart, 1824). Eunica alpais - MHNT

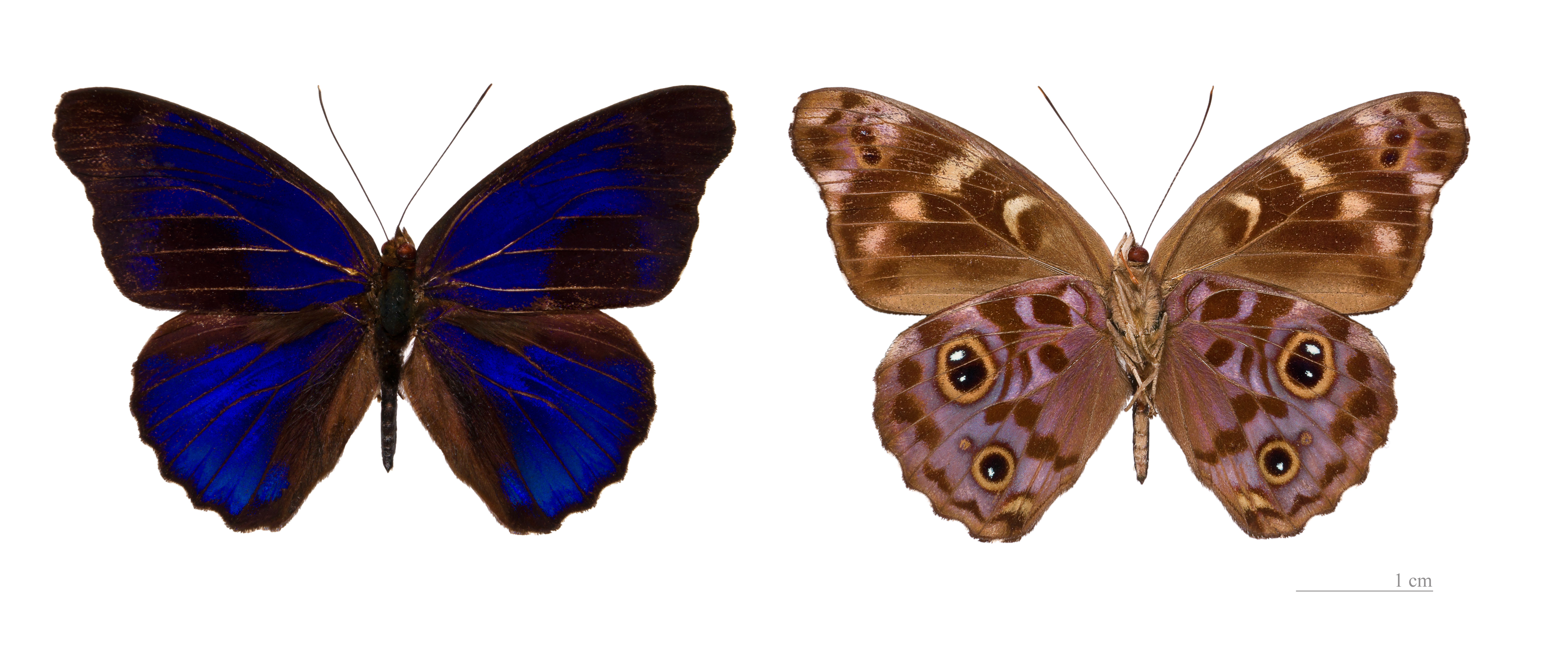
Eunica alpais - MHNT

- Eunica amelia (Cramer, 1777). Eunica amelia - MHNT
- Eunica anna (Cramer, 1780).
- Eunica bechina (Hewitson, 1852).
- Eunica brunnea (Hewitson, 1852).
- Eunica caelina (Godart, 1824).
- Eunica caralis Hewitson, 1857.
- Eunica careta Hewitson.
- Eunica carias Hewitson, 1867.

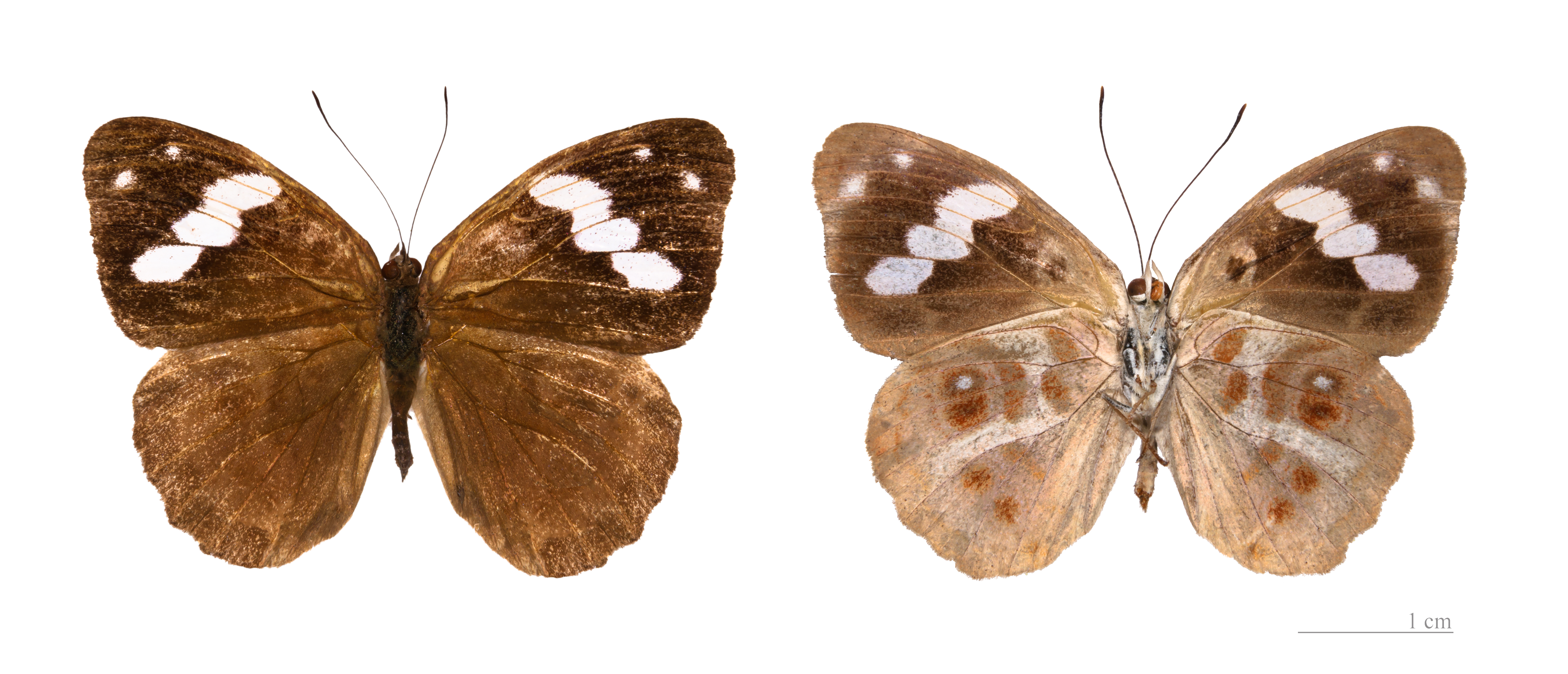
Eunica amelia - MHNT

- Eunica chlorochroa Hewitson, 1867.
- Eunica clytia (Hewitson, 1852).
- Eunica concordia (Hewitson, 1852).
- Eunica cuvierii (Godart, 1819).
- Eunica eburnea (Godart, 1819).
- Eunica elegans (Godart, 1819).
- Eunica eurota (Cramer, 1775).
- Eunica incognita (Cramer, 1775).
- Eunica ingens (Cramer, 1775).
- Eunica macris Godart.
- Eunica maja (Fabricius, 1775).
- Eunica malvina (Fabricius, 1775).
- Eunica margarita (Godart, 1824).
- Eunica marsolia Godart, 1824.
- Eunica mira Godart, 1824.
- Eunica monima (Stoll, 1782).
- Eunica mygdonia (Godart, 1824). Eunica mygdonia - MHNT
- Eunica norica (Hewitson, 1852).

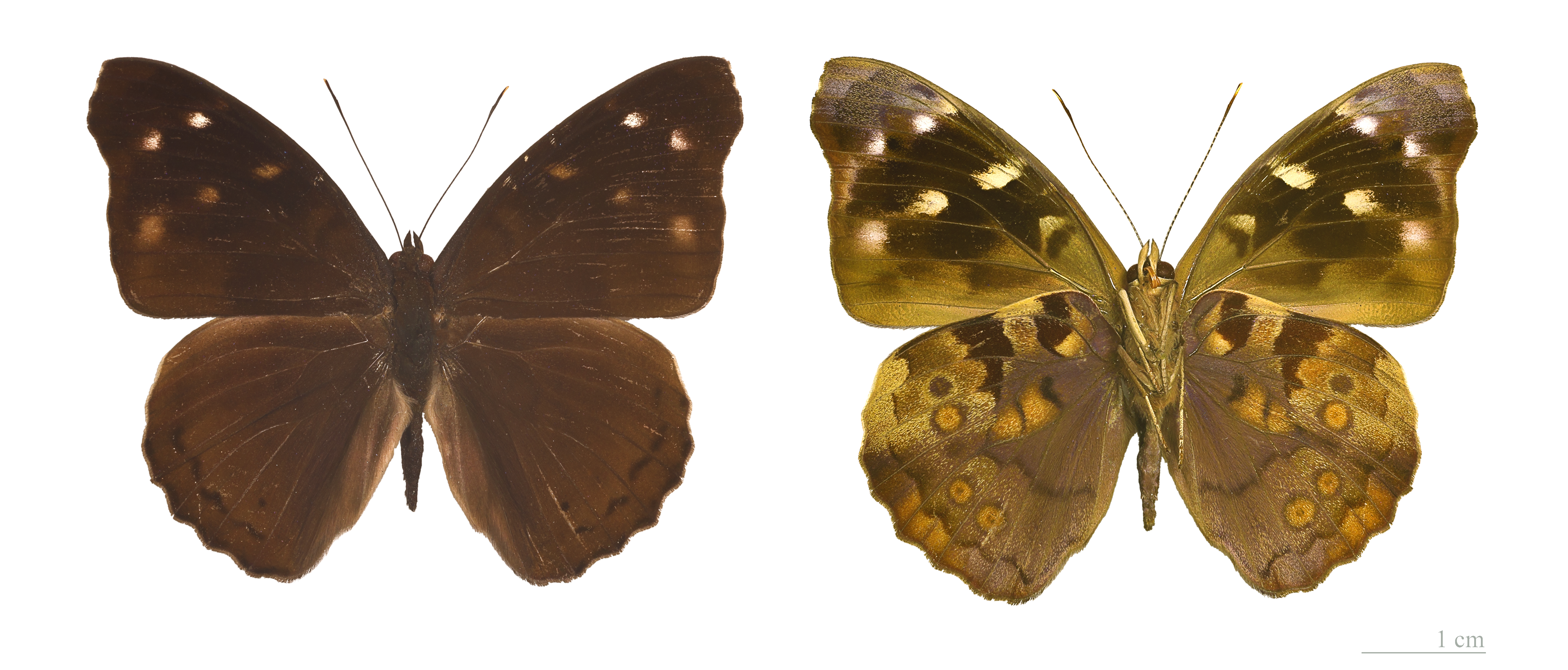
Eunica mygdonia - MHNT

- Eunica olympias (C. et R. Felder, 1862).
- Eunica orphise (Cramer, 1775).
- Eunica phasis C. et R. Felder, 1862.
- Eunica pomona (C. et R. Felder, 1867).
- Eunica pusilla (C. et R. Felder, 1867).
- Eunica sophonisba (Cramer, 1780). Eunica mygdonia - MHNT
- Eunica sydonia (Godart, 1824).

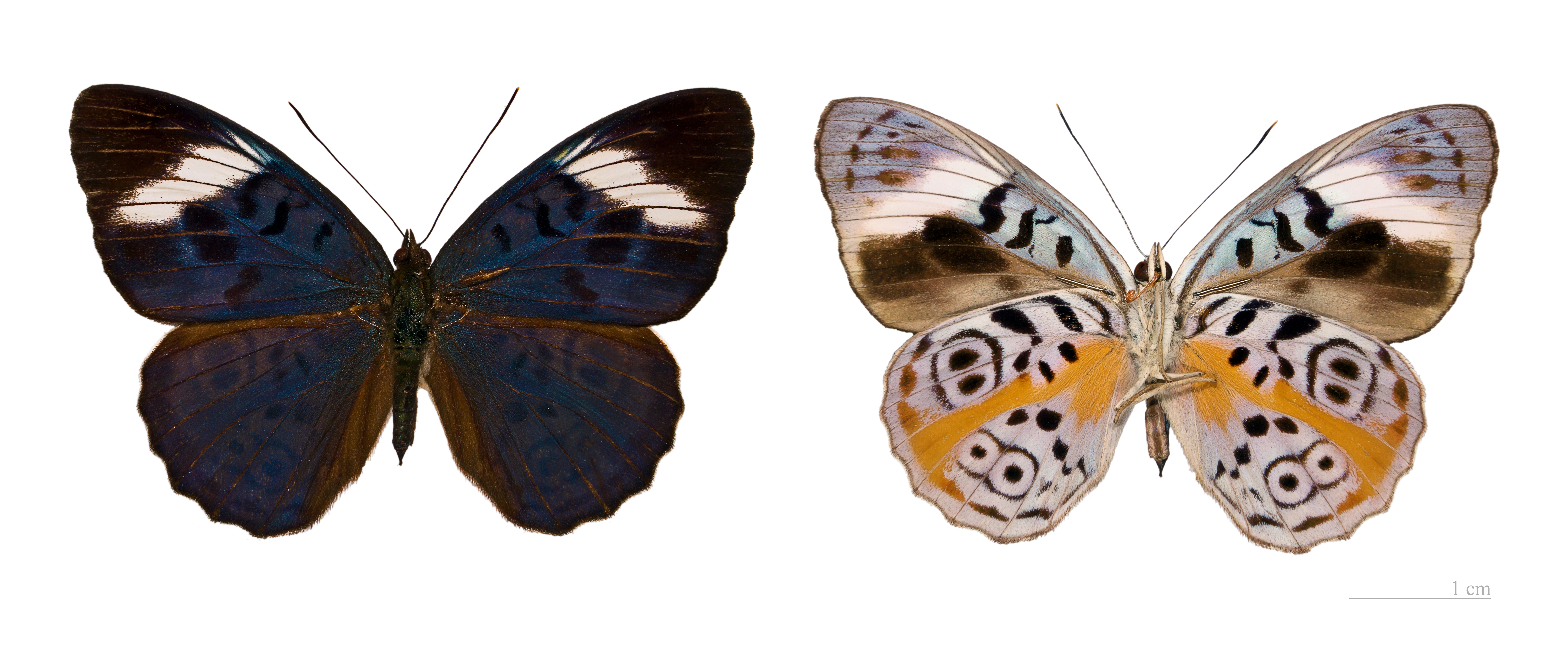
Eunica mygdonia - MHNT

- Eunica tatila (Herrich-Schäffer, 1855).
- Eunica taurione (Geyer, 1832).
- Eunica veronica (Geyer, 1832).
- Eunica viola (Geyer, 1832).
- Eunica volumna Godart, 1824.

## Répartition
Ils résident tous en Amérique du Sud et pour certains aussi dans le sud de l'Amérique du Nord funet.